# Jönköping (Gemeinde)
Koordinaten: 57° 47′ N, 14° 10′ O

Jönköping (Ausspracheⓘ, [ˈjœnɕøːpiŋ]) ist eine Gemeinde (schwedisch kommun) in der schwedischen Provinz Jönköpings län und der historischen Provinz Småland. Der Hauptort der Gemeinde ist Jönköping.

## Geschichte
Bei der Kommunalreform 1971 wurde die Gemeinde aus den drei Städten Jönköping, Gränna und Huskvarna, dem Marktflecken (köping) Norrahammar sowie zehn Landgemeinden gebildet. Schon zu dieser Zeit waren Jönköping und Huskvarna zusammengewachsen.

## Wappen
Beschreibung: In Rot stehen auf  einer siebenzinnigen silbernen Mauer mit halbgezogenem silbernem Torgitter drei silberne Vierzinnentürme, der mittlere ist der höhere Turm, auf einem blauen Wellenschildfuß. Alle Fenster und Torbögen sind schwarz.

## Wirtschaft
Unter den in der Gemeinde Jönköping ansässigen Firmen befinden sich u. a. Ikea, Electrolux, Saab, VSM Group, Fläkt Woods, Stora Enso Packaging, Kinnarps, Smurfit Munksjö, ROL und ITAB.

## Orte
- Bankeryd
- Barnarp
- Bottnaryd
- Gränna
- Jönköping (Hauptort)
- Lekeryd
- Norrahammar
- Odensjö
- Rogberga-Öggestorps
- Skärstad
- Taberg-Månsarp
- Tenhult (mit Ödestugu)
- Tunnerstad

## Persönlichkeiten
- Hugo Westberg (1873–1940), Kunsttischler und Entwurfszeichner bei Henry van de Velde